# Edward Larocque Tinker
Edward Larocque Tinker (Nueva York, 12 de septiembre de 1881- ibidem, 6 de julio de 1968) era un escritor y filántropo estadounidense muy interesado en la cultura latinoamericana.
Era nieto del abogado Joseph Larocque, su madre era Louise (Larocque) Tinker, y su padre Henry Champlin Tinker.
Estudió derecho en la Universidad de Columbia, y se doctoró en las universidades de París y Madrid.
En 1959, creó la Tinker Foundation con su segunda esposa Frances McKee Tinker, su abuelo Edward Greenfield Tinker y su padre.
La Biblioteca Edward Larocque Tinker está en el Harry Ransom Center, Universidad de Texas en Austin.

## Obra
- Lafcadio Hearn's American Days, 1924
- Closed Shutters: Old New Orleans - the Eighties, 1931
- Les écrits de langue française en Louisiane au XIXe siècle, 1932
- The horsemen of the Americas and the literature they inspired, 1953
- Gombo Comes to Philadelphia1957
- Life and Literature of the Pampas, 1961
- Centaurs of Many Lands, 1964